# لارس میکلسن
لارس میکلسن (دانمارکی: Lars Mikkelsen؛ زادهٔ ۶ مهٔ ۱۹۶۴) یک بازیگر اهل دانمارک است. وی برادرِ مس میکلسن هنرپیشه دانمارکی است. او همچنین در سریال خانه پوشالی نقش رئیس‌جمهور روسیه را ایفا کرده‌است.

## فیلم‌شناسی

### فیلم
| سال  | عنوان                           | نقش                       | یادداشت |
| ---- | ------------------------------- | ------------------------- | ------- |
| ۱۹۹۷ | بلوز سلطنتی                     | هنینگ                     |         |
| ۱۹۹۹ | ست                              | ست                        |         |
| ۱۹۹۹ | تحت سرریز                       | ویکتور                    |         |
| ۲۰۰۰ | استدلال کیرا: یک داستان عاشقانه | مدس                       |         |
| ۲۰۰۴ | شاه بازی                        | پیتر شوو                  |         |
| ۲۰۰۵ | نوردکرافت                       | پدر استسو                 |         |
| ۲۰۰۷ | جزیره روحهای گمشده              | نکرومنسر                  |         |
| ۲۰۰۷ | سسیلی                           | لاسه دامگارد              |         |
| ۲۰۰۸ | چیزی که هیچ‌کس نمی‌داند           | مارک دلوران               |         |
| ۲۰۰۸ | شعله و لیمو                     | فرود یاکوبسن با نام ریونن |         |
| ۲۰۰۹ | مبهم                            | توماس یارگیل              |         |
| ۲۰۰۹ | سرپرست                          | مارتین وینگه              |         |
| ۲۰۱۲ | کاری که ریچارد انجام داد        | پیتر کارلسن               |         |
| ۲۰۱۲ | داستان یک موکل                  | پِر                        |         |
| ۲۰۱۴ | مونتانا                         | دیمیتریژ                  |         |
| ۲۰۱۴ | وقتی حیوانات خواب می‌بینند       | ثور                       |         |
| ۲۰۱۵ | نهم آوریل                       | ستوان سرهنگ هینتز         |         |
| ۲۰۱۶ | روزی خواهد رسید                 | فردریک هک                 |         |
| ۲۰۱۷ | برادران زمستان                  |                           |         |

### تلویزیون
| سال     | عنوان                | نقش                  | یادداشت                                          |
| ------- | -------------------- | -------------------- | ------------------------------------------------ |
| ۱۹۹۷    | محکم در سامسو        | جنس فیشرت            | قسمت‌های ۱–۴، ۶                                   |
| ۱۹۹۷    | تاکاها               | معتاد به مواد مخدر   | قسمت ۸                                           |
| ۲۰۰۰    | اددرکپن              | اوله مادسن           |                                                  |
| ۲۰۰۰    | Skjulte spor         | مورتن تیلگارد        |                                                  |
| ۲۰۰۱    | Langt fra لاس وگاس   | کاپیتان دزدان دریایی |                                                  |
| ۲۰۰۱    | نیکلای و جولی        | پِر کولر              | قسمت‌های ۱۰–۲۱                                    |
| ۲۰۰۲    | Rejseholdet          | ایوان                | قسمت‌های ۲۱و۲۲                                    |
| ۲۰۰۴–۰۷ | کرونیکن              | ینس اوتو کراگ        | قسمت‌های ۲–۳، ۹ ، ۱۱، ۱۴–۱۵، ۱۷، ۲۱–۲۲            |
| ۲۰۰۷    | جنایت                | ترولز هارتمان        | قسمت ۲۰                                          |
| ۲۰۱۱    | آنهایی که می‌کشند     | مگنوس بیگگارد        |                                                  |
| ۲۰۱۳    | بورگن                | سورن راون            | فصل ۳                                            |
| ۲۰۱۴    | شرلوک                | چارلز آگوستوس مگنوسن | فصل ۳ قسمت ۲                                     |
| ۲۰۱۴    | ۱۸۶۴                 | ثوگر لارسن           | قسمت‌های ۱و۲                                      |
| ۲۰۱۵    | تیم                  | هارولد بیورن         | قسمت ۸                                           |
| ۲۰۱۵–۱۸ | خانه پوشالی          | ویکتور پتروف         | فصل‌های ۳–۶ قسمت ۱۱                               |
| ۲۰۱۷    | Historien om Danmark | راوی                 |                                                  |
| ۲۰۱۷    | هرنس ویه             | یوهانس               | جایزه بین‌المللی امی برای بهترین عملکرد یک بازیگر |
| ۲۰۱۹    | ویچر                 | استروگوبور           | قسمت ۴                                           |
| ۲۰۲۰    | شیاطین               | دانیل دووال          | قسمت ۱۰                                          |

### فیلم‌های انیمیشن / سریال / فیلم کوتاه
| سال     | عنوان                                       | نقش                           | یادداشت        |
| ------- | ------------------------------------------- | ----------------------------- | -------------- |
| ۲۰۰۲    | ناروتو                                      | Zabuza Momochi , Hayate Gekkō | دوبله دانمارکی |
| ۲۰۰۴    | ببر برادر                                   | آیدان مکوری                   |                |
| ۲۰۰۶    | آرتور و نامرئی‌ها                            | ملتازار                       | دوبله دانمارکی |
| ۲۰۰۶    | دنیای وحش                                   | سامسون                        | دوبله دانمارکی |
| ۲۰۰۷    | به غرب برو! ماجراجویی خوش شانس لوک خوش شانس | لوک خوش شانس                  |                |
| ۲۰۰۷    | ملاقات با رابینسون‌ها                        | عمو هنر                       | دوبله دانمارکی |
| ۲۰۰۹    | هیولاها علیه بیگانگان                       | General O.K. MacMission       |                |
| ۲۰۱۰    | Huset Anubis                                | Hr. Van Swieten               |                |
| ۲۰۱۱    | رونال باربارانی                             | ولکازار                       | دوبله دانمارکی |
| ۲۰۱۴    | سد بند                                      | راوی                          | کوتاه          |
| ۲۰۱۶–۱۸ | شورشیان جنگ ستارگان                         | گرند آدمیرال ثراون            | قسمت ۱۳        |